# Captain Kennedy (Neil Young)
Captain Kennedy is een lied dat werd geschreven door Neil Young. Hij bracht het uit op zijn album Hawks & doves (1980) en daarnaast verscheen het op de B-kant van zijn single Stayin' power (1981). Het is een folknummer dat Young op een akoestische gitaar speelt zonder begeleiding van een band.
Het is een protestlied dat gaat over een jonge marinier die op weg is naar een oorlog. Terwijl hij zich nog op zee bevindt moet hij denken aan zijn vader, Captain Kennedy. Terwijl die het commando had over een schoener werd hij opgeblazen door de Duitsers. Zijn zoon hoopt nu dat hij zijn familie niet tot schande zal maken, door Young verwoordt als: "when I get to shore I hope that I can kill good." 
Van het lied verscheen een cover van de Engelse singer-songwriter Nikki Sudden (The bridge - A tribute to Neil Young, 1989). De Ierse Americana- en folkband Captain Kennedy vernoemde zichzelf naar dit nummer.